# 굿모닝 인천 이도형입니다
굿모닝 인천 이도형입니다는 경인방송에서 평일 아침 7시부터 오전 9시(본방송), 주말 아침 7시 ~ 아침 8시(재방송)까지 방송 중인 아침 시사 프로그램이다.

## 개요
인천 구석구석 숨겨진 정치, 경제, 해양, 항만 지역민의 다양한 정보를 전달. 언론 소외지역을 빠르고 정확하게 밀착형 프로그램.
인천 구석구석 숨겨진 이야기를 들려드립니다.
인천을 움직이는 이슈, 인물과 인터뷰 하는 시간 인천 소외지역의 이슈를 빠르고 정확하는 전달하는 "굿모닝 인천".

## 코너 소개

### 매일 코너
- 이도형의 뉴스픽

### 요일 코너
- 월 : 스포토픽, 타박타박 인천항이야기, 시사돋보기
- 화 : 보도국 브리핑, 전지적 인천시점
- 수 : 이승기 변호사의 사건수첩, 타박타박 인천항이야기, 이슈&피플
- 목 : 이슈브리핑, 정치맞불쇼
- 금 : 안보브리핑, 디스커버리 인천, 문화가 산책